# SpinaliS
SpinaliS je tip pisarniškega stola slovenskega izumitelja Tomaža Hama. Stol omogoča aktivno sedenje, nastal pa je zaradi izumiteljevih bolečin v hrbtenici. Pri izdelovanju naj bi se zgledoval po terapevtskih žogah.
Njegovo ime izvira iz snopa mišic in kit, ki so blizu hrbtenici. Stol naj bi tudi pomagal pri drži hrbtenice z enakomerno obremenitvijo hrbtenice in medvretenčnih ploščic. Ti so potrjeni tudi s strani stroke, med njimi tudi ortoped Janko Popovič.
Stoli so proizvedeni v Sloveniji in od začetka izdelovanja je bilo narejenih več kot 100.000 kosov. Ti se prodajajo tudi s pomočjo distributerjev v Kanadi, Bližnjem Vzhodu in več evropskih državah. Narejeni so iz več materialov, med njimi pravo in umetno usnje ter umetna vlakna. 
Izdelek je registriran kot medicinski pripomoček pri Javni agenciji RS za zdravila in medicinske pripomočke. The Guardian ga je uvrstil med 10 najboljših pisarniških stolov, leta 2010 pa na Češkem kot najboljši pisarniški stol.